# Live in Barcelona (Bruce Springsteen & The E Street Band)

## Descrizione
Il 16 ottobre 2002, dopo due mesi di tour mondiale a supporto dell'album "The Rising", Springsteen e la E Steet Band tennero un memorabile concerto al Palau Sant Jordi di Barcellona.
La registrazione del concerto è stata resa disponibile nel doppio DVD omonimo uscito nel 2003.

## Tracce
DVD 1
1. The Rising
2. Lonesome day
3. Prove It All Night
4. Darkness On The Edge Of Town
5. Empty Sky
6. You're Missing
7. Waitin' On A Sunny Day
8. The Promise Land
9. Worlds Apart
10. Badlands
11. She's The One"
12. Mary's Place"
13. Dancin' In The Dark
14. Countin' On A Miracle
15. Spirit In The Night
16. Incident On The 57th Street
17. Into The Fire

DVD 2
1. Night
2. Ramroad
3. Born to Run
4. My City Of Ruins
5. Born in the U.S.A.
6. Land Of Hope And Dreams
7. Thunder Road

È incluso inoltre il documentario "Drop the Needle and Pray: The Rising Tour"

## Formazione
- Bruce Springsteen - voce, chitarra, armonica a bocca
- Roy Bittan - tastiere
- Clarence Clemons - sassofono, percussioni
- Danny Federici - tastiere
- Nils Lofgren - chitarra, voce
- Patti Scialfa - chitarra acustica, voce
- Garry Tallent - basso
- Steven Van Zandt - chitarra, voce
- Max Weinberg - percussioni
- Soozie Tyrell - voce, violino